# Pierre Deschien
Pierre Deschien (baptisé le 14 octobre 1631 à Éclaron, mort en 1704) ou Deschiens, est un financier du Grand Siècle, aventurier qui commença sa carrière au plus bas de l'échelle et la finit très riche seigneur de Valcourt, vicomte de Verneuil et baron de Ressons. Il connut une ascension sociale fulgurante grâce à son talent puis fit fortune au service du détournement de l'argent public par le ministère de Colbert. Sa vie est le prototype de celle des héros picaresques dont son contemporain Lesage d'une génération plus jeune s'est inspiré dans ses romans et auxquels Marivaux donnera la figure du Paysan parvenu.

## Domestique enrichi de Fouquet
Né d'un père notaire à Éclaron, quelques kilomètres au sud de Saint-Dizier, aux confins de la Champagne, dans un contexte familial mal éclairci qui a toutefois entretenu la réputation d'une extraction la plus basse, il se fit domestique, peut être pour échapper à ce contexte. Zélé, il entra au service de Fouquet dont il devint, à en croire son rôle dans le procès de son maître, le secrétaire comptable. À ce titre, il participait à la confusion des comptes publics et privés qui vaudra à Fouquet sa chute, le 5 septembre 1661.
En 1658, il a vingt-sept ans et probablement au moins une bonne dizaine d'années de service, quand Fouquet le nomme « procureur en la chambre des domaines » de Châlons. La confusion entre domesticité et fonction publique est totale d'autant que pour assumer ses responsabilités et devant la faillite du Roi, le ministre n'avait pas trouvé, quelques années plus tôt, d'autres solutions que d'asseoir les emprunts publics sur sa fortune personnelle héritée de son père et développée alors dans les compagnies d'armateurs. Pierre Deschiens a-t-il dès cette époque fourni à Colbert les éléments du rapport qu'il publie en 1559 contre Fouquet ?
Quand le 28 février 1661 Louis XIV impose à Charles de Lorraine le traité de Vincennes, c'est lui que le ministre Fouquet mandate pour prendre possession des domaines et nouveaux droits du Roi en Lorraine et dans le Barrois. Cette même année, trois ans après sa nomination à Châlons, il est promu, peut être en récompense de sa mission en Lorraine, aux mêmes fonctions pour l'ensemble de la province, « contrôleur général des domaines » de Champagne, dont il est originaire. Il exécute aussi des missions en Flandres, en Hainaut et au Luxembourg.
Alors que le frère du roi s'installait à partir de 1659 au château de Saint-Cloud, il fit l'acquisition, avant 1669, date à laquelle il a abrité ses propriétés au nom de sa femme, de terrains à Saint-Cloud, sur la rive droite de la Seine, à cette époque possession de cette seigneurie, et dans la ville voisine de Boulogne la Petite. La pratique de Fouquet était d'utiliser des prête-noms et c'est peut être là l'origine du premier enrichissement de Pierre Deschiens. Il acheta entre autres une propriété d'une quinzaine d'hectares en face de Notre-Dame de Boulogne-sur-Seyne, que, parvenu, il appellera le fief Valcourt. Le domaine était idéalement placé, bien en vue, sur le trajet des courtisans qui allaient ou revenaient de Saint Cloud ou de Versailles. Il y fit construire par la suite une villégiature au milieu de jardins au dessin semblable à ceux de Le Nôtre alors qu'il habitait un immense hôtel particulier rue de Richelieu à Paris. On ne sait pas si Pierre Deschien se rendit utile aux Orléans dans l'achat du château, comme homme de paille de Fouquet donc, ou s'il se contenta de spéculer sur les terrains valorisés par celui-ci. Son emploi par le prince de Conti pour une mission de confiance vingt et un ans plus tard, en 1680, trouverait une explication par la première hypothèse. Ultérieurement, en 1694, il encouragea, pour son propre intérêt, la blanchisserie qui fit la prospérité de la ville aux XVIIe et XVIIIe siècles en louant des terrains pour cette industrie dont les clients étaient les mêmes courtisans. Le lotissement de son fief Valcourt, renommé Maisonneuve, en 1806 a initié l'urbanisation de la ville et donné un nouveau centre à la ville du XIXe siècle.

## Créature de Colbert
En 1663 au plus tard, il trouva à se faire employer comme commis au secrétariat aux finances par Colbert en dénonçant les malversations de son maître Nicolas Fouquet dans le procès en cours contre celui-ci, ce qui s'appelle une subornation de témoin.
Le ministre Colbert, peut être soucieux de conserver un personnel introduit dans les rouages de l'administration de son prédécesseur, le rétrograde alors au poste d'avocat au bureau des finances d'Amiens, ville que celui-ci ne connait pas. Il y obtient de nouveau et rapidement une promotion, au poste de « procureur général » dans la même ville. Il mettra à profit cette position pour acquérir pour son compte, en 1666 au plus tôt, le 30 mai 1676 au plus tard, la seigneurie de Ressons, au nord de Compiègne, qu'on le voit superviser avec beaucoup de chicanerie, de la diligence quand il s'agit de récupérer cinq sous de censive, de la lenteur quand il s'agit de restituer un séquestre. Il en tiendra désormais le titre de baron.
Commence alors pour lui le cumul des fonctions. En 1665, il devient en effet, tout en conservant sa fonction à Amiens, contrôleur général du Trésor du Roi en la chambre des comptes de Paris. L'année suivante il cumule une troisième fonction de contrôleur général des domaines de la ville et de la généralité de Paris. On voit bien que ce cumul visent à subordonner au même homme, détaché pour l'occasion d'une circonscription provinciale, ceux qui gèrent le foncier et ceux qui contrôlent les comptes. En tant que contrôleur des domaines, il est celui qui distribue les fermes aux traitants, et en tant que contrôleur du Trésor celui qui contrôle que cette distribution aux traitants… n'est pas contrôlé ! Une opération précise de Colbert ou du Roi était elle couverte ainsi à l'occasion de la mort de la Reine Mère? 
Probablement puisque dès 1668, le système Colbert, qui a donc mis Pierre Deschiens en position de couvrir la fraude, une fois l'objectif réalisé, parait se protéger d'une dérive qui risquerait de l'outrepasser en mettant son propre instrument en accusation comme l'avait été le maître de ce dernier, Fouquet. Pierre Deschiens est accusé d'avoir reçu des fermiers mille livres par mois pendant plus de quatre ans en échange d'une diminution d'un million de livres de leur taxe annuelle. Il est déchu, après cinq années de services, de ses trois fonctions, arrêté le 16 octobre 1668, embastillé le 24, condamné à restitution le 27. Il paye sans délai les cinquante deux mille livres détournées et est libéré le 13 novembre, ce qui laisse deviner que l'enquête, sans doute orientée de façon à ne pas révéler de concussions à un trop haut niveau, n'avait pas décelé l'ampleur du trafic. La légèreté de la peine (pour une simple histoire d'achat de bottes sur un chantier et de retard dans les primes salariales, un Berthelot, pourtant membre d'une famille influente, fut, vers 1685, pendu quasiment sans procès dans la journée), l'insuffisance flagrante de l'enquête (l'ensemble des sommes à disposition de l'accusé qui lui ont permis sa libération n'ont pas été examinées), le dénouement rapide, ne laissent pas de s'interroger sur les fondements de l'accusation. Colbert a-t-il voulu se débarrasser d'un témoin compromis, d'un faux témoin acheté, d'un maître chanteur ? A-t il juste essayé d'accaparer le péculat d'un subalterne ? Clémence suspecte, il conservera jusqu'en 1681 sa charge d'avocat au bureau des finances d'Amiens.
La condamnation prononcée par la Cour était assortie d'une interdiction de plus jamais œuvrer aux finances du Roi, sorte d'incapacité civile. Il s'enfuit à l'étranger par crainte d'un revirement de la justice, au risque d'une peine de mort par contumace. Revenu secrètement au moment opportun, il se jeta au pied de son maître au cours d'une scène mémorable et larmoyante pour obtenir sa grâce. C'était un temps où le seul déshonneur du devoir inaccompli, comme pour Vatel, ou une simple remarque du Roi, comme pour le président de Mesmes, neveu du comte d'Avaux, conduisait au suicide. Colbert, manquant de talents fiables, en besoin d'un homme détesté et révocable à sa merci, le repris au service du roi à des fonctions de première importance au regard de la fortune accumulée mais d'apparence subalterne.

## Financier des basses œuvres du Roi
Avec le mari de sa nièce Marie, Claude Chopin, avocat au Parlement, il traita les sous-fermes et les billots (cf. Répertoire Guyot en bibliographie) de Bretagne et de Champagne (c'est-à-dire qu'ils prêtent à l'État le montant de certains impôts de ces provinces et se chargent de les récupérer pour leur compte avec leurs commissions et primes). De simple commis travaillant en relation avec les financiers et ayant placé son argent en terrains, il est devenu financier lui-même, ce qui devait être d'une grande commodité pour les malversations de Colbert puisque le ministre avait ainsi comme créancier de l'état son ancien commis. La seigneurie de Valcourt, près de Saint-Dizier en Champagne a pu être acquise au détour de cette intervention, peut être au titre d'indemnité, à moins qu'elle ne fût jamais qu'inventée parce que voisine de son lieu de naissance. En Bretagne, les opérations se font durant le gouvernement désastreux du duc de Chaulnes qui, marqué par la révolte du papier timbré, se résume à une mise en coupe réglée de la province et en particulier la ruine de sa noblesse par l'imposition de taxes arbitraires, que Pierre Deschien et Claude Chopin étaient donc chargés, pour certaines, de percevoir ou faire percevoir.
En 1680, ils ont été tous les deux fermiers (i.e. financiers fiscaux) de la princesse douairière de Conti pour le duché de Penthièvre. C'est une délicate mission que leur confie les mêmes Orléans et qui touche les financements plus ou moins occultes de la fille illégitime préférée de Louis XIV que celui-ci dote pour son mariage, cette même année, avec un de leurs jeunes membres, le prince de Conti. L'impôt ainsi récupéré en Penthièvre sera reversé à l'État, en fait pour servir de dot. La précédente expérience en Bretagne les place parfaitement pour l'accomplir. Le duché de Penthièvre, élément de premier ordre dans la fortune héritée de la maison de Lorraine, appartient à l'époque au Grand Vendôme. Or celui-ci, homosexuel impénitent, grand guerrier toujours absent, ne pouvait que conduire le Penthièvre à la déshérence. C'est pourquoi le Penthièvre se prêtait parfaitement à ce qui ne pouvait pas juridiquement être qualifié de détournement dans un État où celui-ci était la propriété personnelle du roi ou, comme en l'espèce, de sa famille. Effectivement, le roi, après avoir à l'aide de ces commis ruiné la Bretagne où les alliés de Nicolas Fouquet restaient prééminents, spoliera en 1697 le Penthièvre au profit de son fils illégitime Louis Alexandre de Bourbon. Cette obscure affaire rend Pierre Deschiens, au cœur du gouvernement par la corruption de Colbert, utile à un roi fondé à estimer que cette corruption n'en est plus une quand elle est à son profit avant celui de ses ministres. Il contribua ainsi peut être, au moins indirectement, à une tentative de captation définitive du Penthièvre par les Condé qui arrangèrent quelques années plus tard le mariage du Grand Vendôme avec la nièce par alliance de la même princesse de Conti, Marie-Anne de Condé, petite fille du Grand Condé de vingt quatre ans sa cadette.

## Rendez vous manqué avec l'histoire
Cette grande expérience des comptes publics et des fermes l'amènent à rédiger une proposition de réforme des impôts, apparemment appuyée sur un exemple, qu'il soumet à Colbert et que celui-ci écarte parce qu'elle remet en cause le népotisme et la distribution des charges par les princes. Le rapport, qui ne s'est pas conservé et qu'on ne connaît que par ce qu'en dit Robert Challe, « analyse les causes du déficit public » non par un excès d'imposition en soi mais par un trop grand coût du système de collecte, soit un surcoût qu'il chiffre à douze millions de livres par an. Le projet est conservateur en ce sens qu'il propose d'asseoir les frais de la collecte sur la seule tête de l'auteur qui se serait engagé sur la réalisation de l'économie attendue, c'est-à-dire que le même système serait resté en place mais sous la responsabilité du seul Pierre Deschiens chargé de le simplifier. Il est aussi révolutionnaire en ce sens qu'il incrimine explicitement la corruption de la Cour et qu'il exige l'égalité de condition, la suppression des privilèges, pour tout le personnel des finances dans l'exercice de ses fonctions. On ne peut pas s'empêcher de penser qu'il y avait dans cette revendication une sorte de revanche. Il n'est pas établi que l'analyse s'attaquât aux causes véritables, toujours est il que sous Louis XIV, un remède aux dérives de l'État, appliqué plus généralement à toute la société un siècle plus tard par la Révolution, était parfaitement formé dans l'esprit des hommes de l'époque.
L'insolence du projet faillit lui coûter une disgrâce que l'intendant des finances Caumartin fit remarquer au roi être au-dessus de ses moyens. L'incrimination de Pierre Deschiens eût fait chuter le cours des créances acquises auprès des fermiers, tant le crédit de cet homme était devenu grand auprès de ceux-ci, ou plus exactement tant le crédit du Roi était faible.
En 1683, la mort de Colbert le libère et à partir 1688, quand recommence la guerre, il exerce brillamment tous ses talents d'homme d'affaires. Il ne manque pas, à cette occasion, de participer aux sociétés de fournitures de poudres et de vivres, la Sodexo de l'époque.
En 1689, il aurait été pressenti sur recommandation des Orléans, Monsieur, la Princesse Palatine et le Grand Vendôme ainsi que le Grand Dauphin pour assumer la charge de contrôleur général des finances, c'est-à-dire ministre des finances, charge qui sera confiée finalement à Pontchartrain.
Alors qu'il est âgé d'environ soixante dix ans, il entre dans les vues du ministre Pontchartrain malgré la piètre opinion qu'il avait de lui et devient partisan dans quarante six contrats passés avec les traitants entre 1689 et sa mort en 1704. C'est sans doute au cours de cette période que Pierre Deschien fit l'acquisition du titre nobiliaire de la seigneurie de Verneuil en Normandie. En 1695, au terme de sa carrière, il s'offre une charge de Secrétaire du Roi, dernière vanité.

## Figure honnie du parvenu
Quand il eût acheté cette charge, il reçut une lettre anonyme ainsi libellée tout à fait dans l'esprit de Saint-Simon:
Nouveaux secrétaires du Roi,
Vos charges changent la nature,
Puisque par une signature
Un sang ladre et vilain de bon aloi devient.
Mais je me fâche d'une chose,
C'est que cette métamorphose
Se doive au superflu de vos injustes biens.
Oh! Le maudit siècle où nous sommes!
Je vois mettre au niveau vilains et gentilshommes
Puisqu'un pareil honneur se répand sur des chiens.
Son nom fut l'objet de nombreuses railleries rimées dont il riait à contre-pied comme autant d'éloges à sa réussite.
Chopin de son côté continuera sa lucrative carrière de traitant entre 1689 et 1696 et se remariera en avril 1693 avec une fille de maréchal de France, Louise de Fellins, après s'être fait anobli "de Beaulieu" la même année par l'achat d'une charge de secrétaire du Roi. Tous les deux, Deschiens et Chopin, sont les héros raillés du Pluton Maltôtier, nouvelle galante, pamphlet qui se veut salace contre les "agioteurs", paru anonymement en 1708.
Le portait qu'en fait Challe dans ses Mémoires, moins célèbres que celles de Saint-Simon parce que publiées pour la première fois seulement en 1831 par Augustin Thierry, est celui d'un incroyant desservi par ses emportements, mais, dissimulateur et manipulateur, évoluant dans un monde où la duplicité est de l'habilité. À une époque d'inégalités criantes et de bouleversement de l'ordre social, il eut la réputation, entretenue par quelques cabales de la Cour et par l'opinion publique parisienne, de s'être enrichi malhonnêtement, comme tous les robins traitants ou partisans.
À sa mort, la maison de Pierre Deschiens est pillée par ses domestiques, dont le portier surnommé "Boulogne", qui avaient dû supporter ses colères et ses coups et qui furent embastillés comme l'avait été leur maître puis condamnés à restituer les biens volés. L'avarice, et peut être un goût pour la rouerie, lui avait fait différer jusqu'à sa mort le paiement de la dernière échéance de leurs gages.
Cette réputation doit être comprise plus comme le symptôme d'une époque que comme le reflet d'actes avérés. Compte tenu de l'arbitraire qui caractérise la justice de l'époque et de l'absence de sources contradictoires, il est impossible de savoir si Pierre Deschiens a été le profiteur ou la victime d'un système, le complice de la ruine de son siècle ou un héros de la modernité surgissante. Ce mauvais crédit accordé aux financiers masque un trafic des liquidités et une spéculation excessive dont les mêmes Orléans, qui ont été les protecteurs de Pierre Deschiens, sauront profiter quelques années plus tard en organisant la banqueroute de Law.

## Postérité glorieuse
Marié en 1651 à Marie Mauricet, ou Moricet, de La Cour, sœur de François Mauricet de La Cour (1644 + 1710), trésorier en 1701 des Invalides puis munitionnaire à l'Extraordinaire des Guerres, lequel habitait avec le couple en même temps que les Chopin un immense hôtel à Paris, rue de Richelieu, il eut plusieurs enfants.
- Marie-Anne épousa Jean-Pierre de Cormis. En 1697, le couple acheta à Pierre de Gomer, neveu d’Elisabeth Anthonis, héritière sans descendance, la seigneurie du Perreux. L'acquisition fut facilitée par la protection des Condé, auxquels le père e beau-père avait été si utile, et qui étaient les tenants de la seigneurie d'Ezanville dont dépendait en second chef ce fief du chapitre de Saint-Maur[37]. Les Cormis démolirent le manoir médiéval et le remplacèrent par un nouveau château construit cette même année 1697[38].

- Françoise épousa le receveur général des finances de Tours, André Mailly du Breuil[39]. Sa sœur Marie-Anne lui fit don en 1719 de la seigneurie du Perreux qu'elle revendit en 1734, probablement pour faire face au règlement de la très complexe succession de son père, à la maréchale d’Alègre pour cent trente mil livres.

- Le fils aîné, Jean-Baptiste Deschiens de Ressons, (Châlons en Champagne, le 24 juin 1660, mort à Paris, le 31 janvier 1735) eut une jeunesse aussi aventureuse que celle de son père. Fâché avec lui, il s'enfuit à dix sept ans chez les Mousquetaires Noirs puis s'évada de nouveau de chez son père pour devenir lieutenant au Régiment de Champagne et enfin à l'âge de vingt trois ans volontaire breveté de la Marine à Toulon[40]. Sept ans plus tard, en 1690, il est directeur de l'artillerie de Brest et en 1692, il commande une galiote à bombes dans l'escadre de l'amiral d'Estrées[41]. Dix ans de guerre l'élève au grade de capitaine de vaisseau[40]. Les vingt cinq corrections qu'il apporte à la technique de l'artillerie de marine le font connaître au Duc du Maine qui le tire de la Marine et crée pour lui en 1704 un dixième poste de lieutenant général (i.e. général d'état major) de l'Artillerie[40] qu'il exerce durant la campagne de la guerre de Sept Ans. Retraité sur son domaine, il se fait agronome, biologiste amateur et chimiste autodidacte. Reçu en en 1716 à l'Académie des sciences, il produit une Méthode pour tirer les bombes[42], un traité sur la qualité des poudres, un traité sur la production de salpêtre à partir des plantes, un autre sur la prévention de la mousse ou lèpre des arbres, une encyclopédie des poudres et des salpêtres[43]. La veuve de Ressons, Anne Catherine Berrier de la Ferrière, qui se faisait appeler marquise, racheta en 1738, trois ans après la mort de son mari, la seigneurie du Perreux[44] que sa belle-sœur avait vendue en 1734 à la maréchale d'Alègre. Elle et ses deux enfants durent à leur tour la revendre en 1760 au secrétaire aux Finances du Roi, Robert Milin avec la seigneurie du Perreux[45].

- Antoine-Arthuret Deschiens de Luzy, ne put régler la succession qu'en 1733[46], deux ans avant le décès de son frère, tant la fortune de son père se révéla grande et complexe, ce qui retarda son calcul jusqu'en 1716[4] et qui greva d'autant les frais jusqu'à plus de quatre cent mille livres[47]. Son domaine boulonnais fut vendu par les héritiers en 1770[7]. Il a donné figure à un personnage (monsieur de Jussy) du roman Les Illustres Françaises de Robert Challe[42], lequel semble avoir été proche des deux frères[41], tous les trois étant par ailleurs de la même génération que Colbert fils.

- Charles Deschiens de la Neuville (1667-Paris, le 7 mars 1737), chevalier, seigneur d'Esclayon, Mouligné, etc., maître des requêtes ordinaire puis honoraire de l'hôtel du roi, président à mortier en la cour du parlement, comptes, aides et finances de Navarre, intendant de Béarn, puis en Roussillon, enfin intendant de Franche-Comté entre 1718 et 1734. Intendant des ordres du roi par démission de son oncle, François Moricet de la Cour, par lettres du 30 octobre 1709. Il a épousé Jeanne des Bordes (morte le 8 décembre 1718)[48].

Le nom de Deschien, orthographe picarde de Desquin, écrit postérieurement Deschiens par une étymologie fautive, était déjà très répandu à son époque et Pierre Deschien avait au moins un homonyme contemporain. Il adopta un blason inventé sur cette étymologie fantaisiste, devenu celui des Ressons: d'azur au lion d'or, au chef cousu de gueules, chargé de trois têtes de chien d'argent, aux colliers de sable et aux anneaux d'argent.

## Sources bibliographiques
La principale source concernant Pierre Deschiens sont les Mémoires de Robert Challe, ami du fils de Pierre Deschien, qui évoque davantage la réputation qu'il avait acquise à la fin de sa vie auprès des siens et du public que des faits objectifs.
- F. Deloffre & J. Popin, Mémoires de Robert Challe, Librairie Droz, 1996  (ISBN 2-600-00130-1). Mémoires de Challe
- Daniel Dessert, Notice jointe gracieusement au précédent, Librairie Droz, 1996  (ISBN 978-2-600-00130-4).
- E. Couratier, Les rues de Boulogne-Billancourt, Archives municipales de Boulogne-Billancourt, 1962. Histoire des rues de Boulogne
- Abbé E. Morel, Chapellenies de Remy, Archives municipales, Remy, 1892. Chapellenies de Remy (Ressons)
- B. Le Bouyer de Fontenelle, Œuvres complètes, t. 1, partie I, p. 481 "Éloge de Monsieur de Ressons", Belon, Paris, 1818. Éloge de Ressons par Fontenelle
- Anonyme, Pluton maltôtier, nouvelle galante, édition clandestine, 1708. Pluton maltôtier
- F. Ravaisson Mollien, Archives de la Bastille, A. Durand & Pédone-Lauriel, Paris, 1904.
- Archives Nationales, V7 Commissions extraordinaires du Conseil d'État, Cote 169 à 171B.
- J. N. Guyot & P.J.J.G. Guyot, Répertoire universel et raisonné de jurisprudence civile, criminelle, canonique et bénéficiale, Visse, Paris, 1784. Répertoire Guyot (t. 2, p. 390 pour les billots)